# Marjanci
Marjanci är en ort i Kroatien.   Den ligger i länet Baranja, i den östra delen av landet, 180 km öster om huvudstaden Zagreb. Marjanci ligger 95 meter över havet och antalet invånare är 940.
Terrängen runt Marjanci är mycket platt. Runt Marjanci är det ganska tätbefolkat, med 67 invånare per kvadratkilometer. Närmaste större samhälle är Belišće, 8,9 km öster om Marjanci. Trakten runt Marjanci består till största delen av jordbruksmark.